# James W. McDill

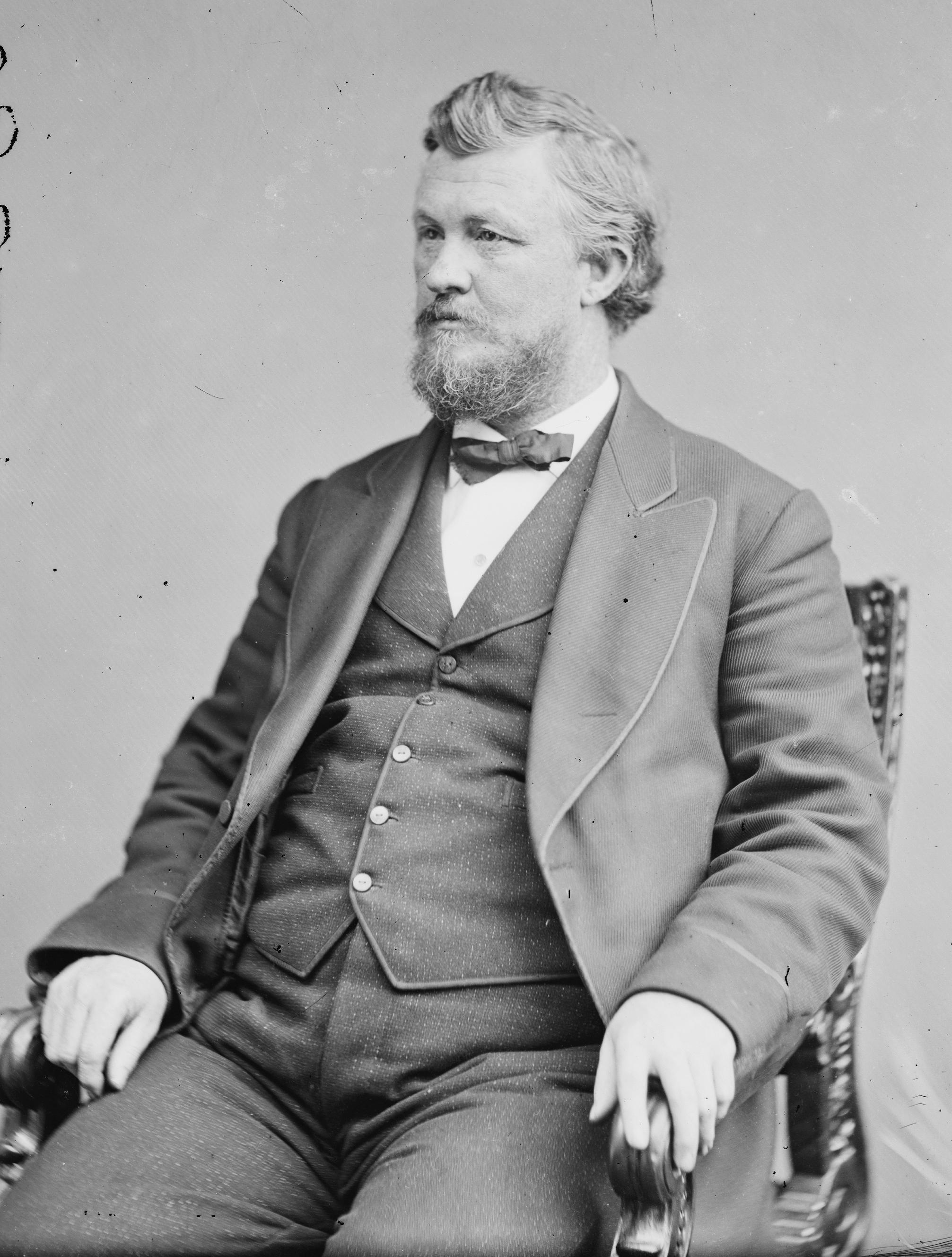
James W. McDill

James Wilson McDill (* 4. März 1834 in Monroe, Ohio; † 28. Februar 1894 in Creston, Iowa) war ein US-amerikanischer Politiker (Republikanische Partei). Er vertrat den Bundesstaat Iowa in beiden Kammern des Kongresses.
Nach dem Besuch der öffentlichen Schulen setzte James McDill seine Ausbildung zunächst auf dem Hanover College und der South Salem Academy fort, ehe er 1853 an der Miami University in Oxford seinen Abschluss machte. Zunächst arbeitete er als Dozent in Kossuth (Iowa), bevor er die Rechtswissenschaften in der kanzlei von Samuel Galloway in Columbus studierte. McDill wurde 1856 in die Anwaltskammer aufgenommen, woraufhin er nach Afton in Iowa zog, um dort als Jurist tätig zu werden.
Ab 1859 bekleidete er einen Posten in der Bezirksregierung des Union County; im folgenden Jahr wurde er dort zum Richter gewählt. Von 1862 bis 1865 war er als Beamter im US-Finanzministerium in Washington, D.C. tätig, ehe er diesen Posten aufgab und nach Iowa zurückkehrte. Dort fungierte er als Richter am Kreisgericht sowie im 3. Gerichtskreis von Iowa.
Am 4. März 1873 zog James McDill nach erfolgreich verlaufener Wahl ins Repräsentantenhaus der Vereinigten Staaten ein, wo er bis zum 3. März 1877 verblieb. Während dieser Zeit war er Mitglied in den Komitees für die Eisenbahnen zum Pazifik sowie für das öffentliche Land. Zur Wiederwahl trat er 1876 nicht an; stattdessen arbeitete er wieder als Anwalt in Afton. Von 1878 bis 1881 gehörte er der Eisenbahnaufsichtsbehörde von Iowa an. Dieses Amt ließ er ruhen, nachdem er zum Nachfolger des als Innenminister ins Bundeskabinett berufenen US-Senators Samuel Jordan Kirkwood ernannt worden war. Er nahm sein Mandat im Senat ab dem 8. März 1881 wahr, entschied auch die Nachwahl für sich und verblieb somit bis zum 3. März 1883 im Kongress.
Ab 1885 war er wieder als Anwalt in Creston (Iowa) tätig. Am 5. Januar 1892 nominierte ihn US-Präsident Benjamin Harrison als Nachfolger von Thomas M. Cooley in der Regulierungsbehörde Interstate Commerce Commission für eine restliche Amtszeit bis zum 31. Dezember 1892. Sein Amt trat er nach der Bestätigung durch den US-Senat am 13. Januar 1892 an. Die Amtszeit wurde durch eine erneute Bestätigung durch den Senat am 15. Dezember 1892 bis zum 31. Dezember 1898 verlängert. Am 28. Februar 1894 verstarb er an Typhus. Sein Nachfolger wurde James D. Yeomans.